# 代々木公園

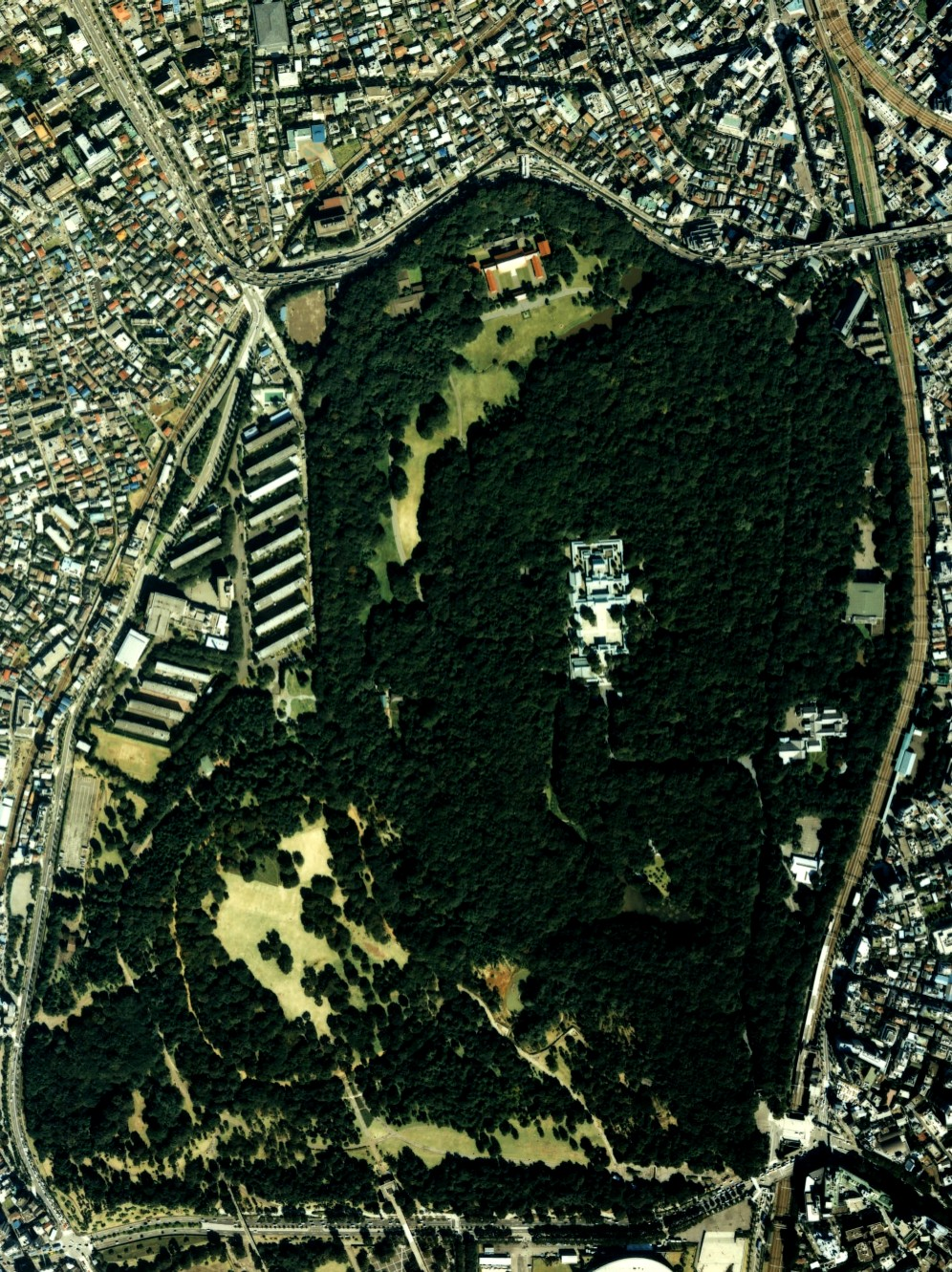
代々木公園付近の航空写真（1989年度）

代々木公園（よよぎこうえん）は、東京都渋谷区にある公園である。所轄は東京都建設局、指定管理者は東京都公園協会で、代々木公園管理事務所が管理している。

## 概要
代々木公園の所在地は、大日本帝国陸軍の代々木練兵場であった。これが第二次世界大戦での日本の敗戦後にはワシントンハイツとなり、1964年（昭和39年）の東京オリンピックで代々木選手村として一部が使用された後に再整備され、1967年（昭和42年）に代々木公園として開園したものである。また、選手村の宿泊棟はオリンピック記念青少年センターや代々木ユースホステルとして利用されていた。
同公園に隣接して国立代々木競技場が立地しているが、代々木公園には含まれない。
代々木公園の敷地は54ha（およそ東京ドーム11個分）であり、東京23区内の都市公園のなかでは、水元公園（約96ha）、葛西臨海公園（約80ha）、舎人公園（約71ha）、光が丘公園（約60ha）に次いで5番目に広い。園内は東京都道413号赤坂杉並線をはさんで噴水がある北側のA地区と、スポーツ施設やイベントホールなどがある南側のB地区とに分かれている。
代々木公園は原宿駅、代々木公園駅、明治神宮前駅、代々木八幡駅に隣接しており、原宿、表参道、渋谷から人々が多く集まる場所でもある。園内にはオリンピック当時選手村の練習場であったトラックとして設けられ、織田幹雄の業績を称え通称が付いた「織田フィールド（代々木公園陸上競技場）」や、サッカーなどの球技用グランドがあり、1990年（平成2年）5月には、高さ15m - 30mに及ぶ大小3基の噴水や水回廊を持つ水景施設が設定された。設計者は株式会社東京ランドスケープ研究所。
隣接する明治神宮が大晦日から元旦までを除き開門・閉門時間が設定され、夜間立ち入り禁止となっているのに対して、代々木公園は事実上いつでも入園が可能である。

## 施設

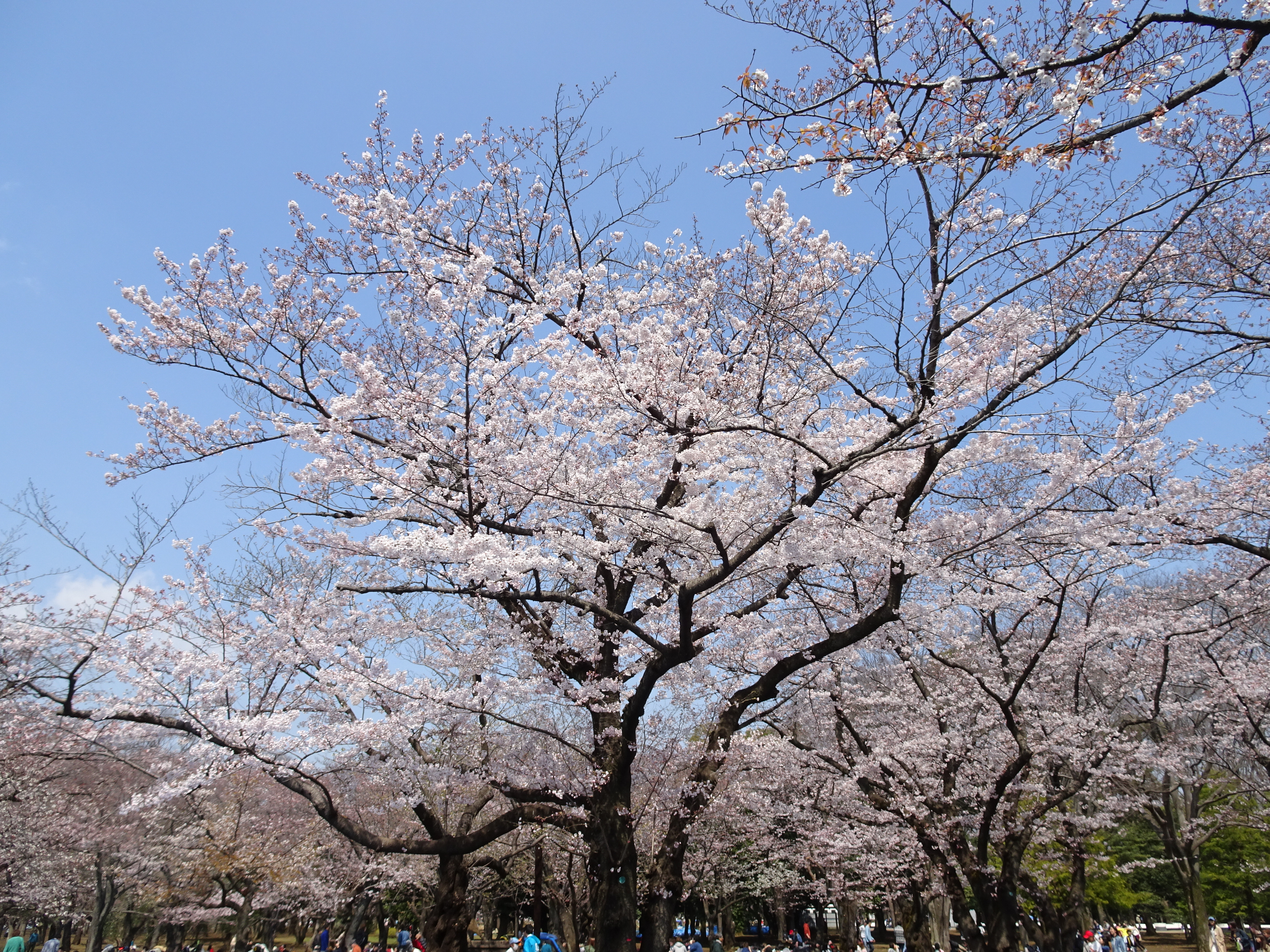
花見客のにぎわい

### NIKEバスケットボールコート
サッカー場と陸上競技場の間には、日本では珍しい開放された屋外バスケットボールコートがある。NIKEにより寄贈されたもので、オールコートが2つある。数少ないバスケットボールコートなので、若者を中心に国籍を問わず様々な人が利用している。埼玉県や神奈川県など首都圏各地からも利用者が訪れ、バスケットボールをプレイしている。
2020年には改装工事が行われ、新装する。

### 震災対策用応急給水施設
公園内には災害用給水槽（有効水量1,500m3）がある。定水位弁による引き入れと循環ポンプによる引き出しで、給水槽内の水は常に新鮮な状態に保たれている。応急給水口が用意され、震災時に清廉な水道水を無償で給水する。

### サイクリングコース
代々木公園にはサイクリングコースが設置されており、サイクリングセンターで自転車を借りてサイクリングすることができる。自分で自転車を持ち込むことも可能。幼児用サイクリングコースも用意されている。子供の初学者用にペダルを外したものもある。いずれも散歩やランニング目的での立ち入り、ペットの連れ込みは禁止されている。

### 噴水広場など

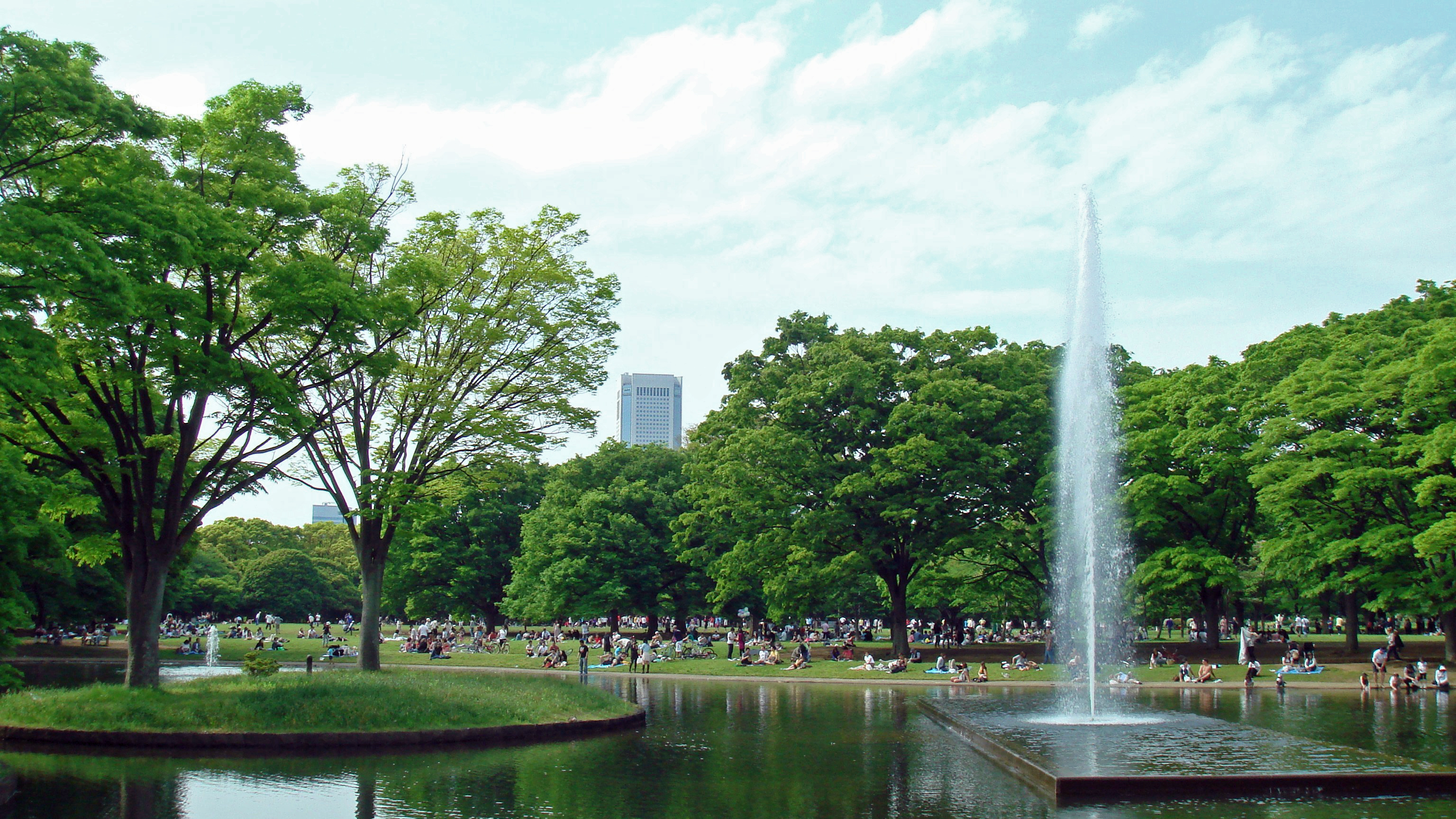
噴水広場

中央付近には噴水広場があり、多くの人々が楽器や演劇、コントやダンスなどの練習を行っている。中には野外ライブをやっている者もいるが、楽器は原則として許可無くアンプのような電気製品のものを持ち込むことが禁止されている。中には深夜にファイヤーダンスをする者もいるが、原則として火気厳禁である。また、園内でのスケートボードも禁止されている。
中央の池には噴水が3つあり、夜になるとライトアップされる。

### ドッグラン
犬を放し飼いにできるドッグランが2007年（平成19年）4月28日にオープンした。小型犬用スペースとそうでないスペースとに分けられている。犬をドッグランに入れるには、事前に検査・登録が必要。

### バードサンクチュアリ
園内の原宿、明治神宮側には野鳥観察ができるバードサンクチュアリが存在する。

### 碑

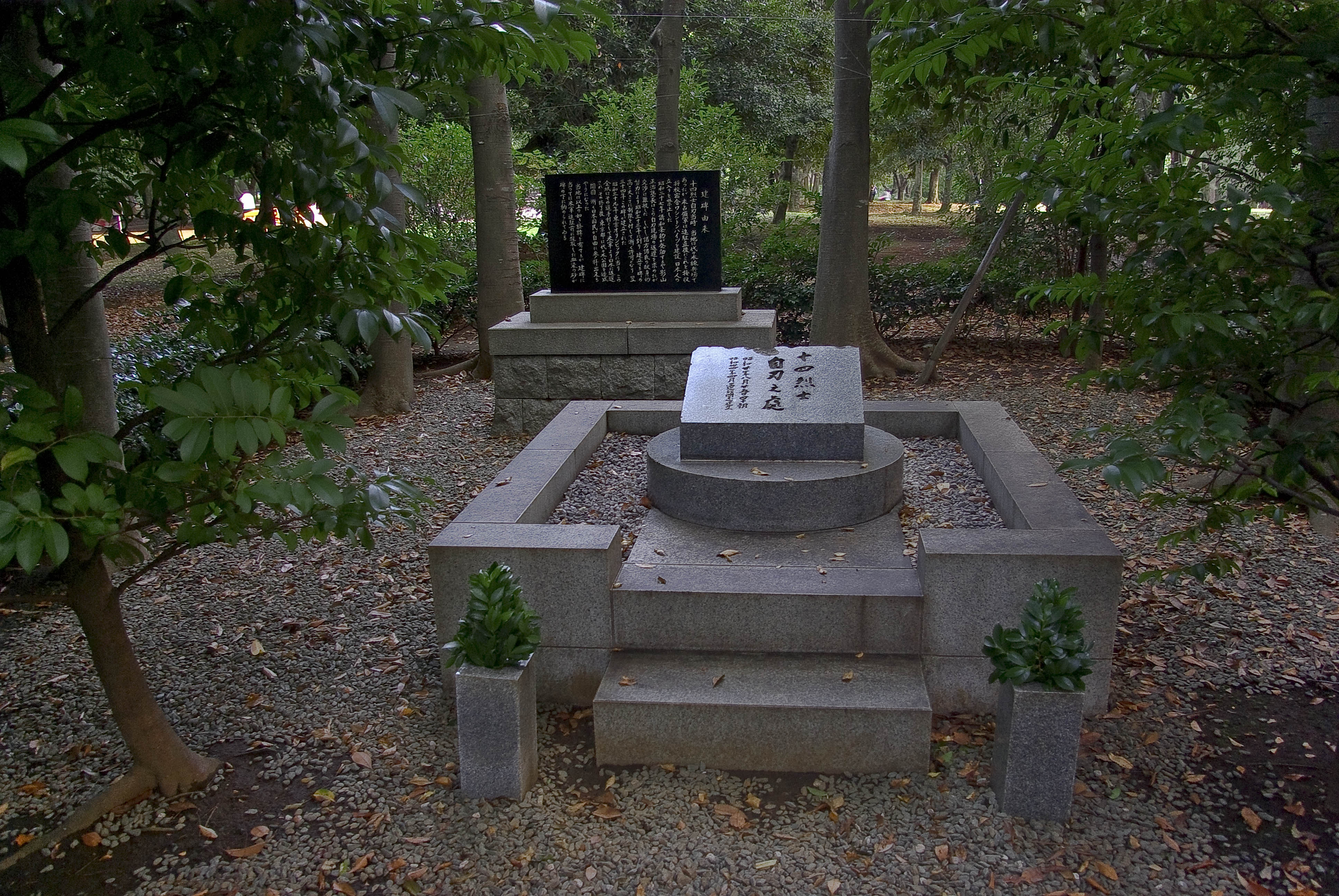
「大東塾十四烈士」の碑

園内には、日本初飛行の地として「日本航空發始之地」の碑、1945年（昭和20年）8月25日に元代々木練兵場だった園内の一角にて14人の大東塾生らが自刃した「大東塾十四烈士」の碑、メキシコ政府から東京都に寄贈された「ケツァルコアトル」の像などがある。

### オリンピックプラザ
第一体育館と第二体育館の間の広場は、国立代々木競技場を管理する日本スポーツ振興センターが管轄する「オリンピックプラザ」 となっており、近年は原宿・新ビッグトップの呼称でシルク・ドゥ・ソレイユなどのイベント会場に使われている。なお、同地は厳密には国立代々木競技場の敷地内になるため、代々木公園の公式ウェブサイトや市販の地図、カーナビゲーションには掲載されていない。

## 主な出来事

### 公園利用をめぐる内ゲバ
1972年2月1日、管理事務所で翌月の公園利用を決める公開抽選をしていたところ、革マル派と中核派の利用希望日が重なり対立。小競り合いが100人規模の乱闘（内ゲバ）に拡大して5人が重軽傷。

### デング熱騒動

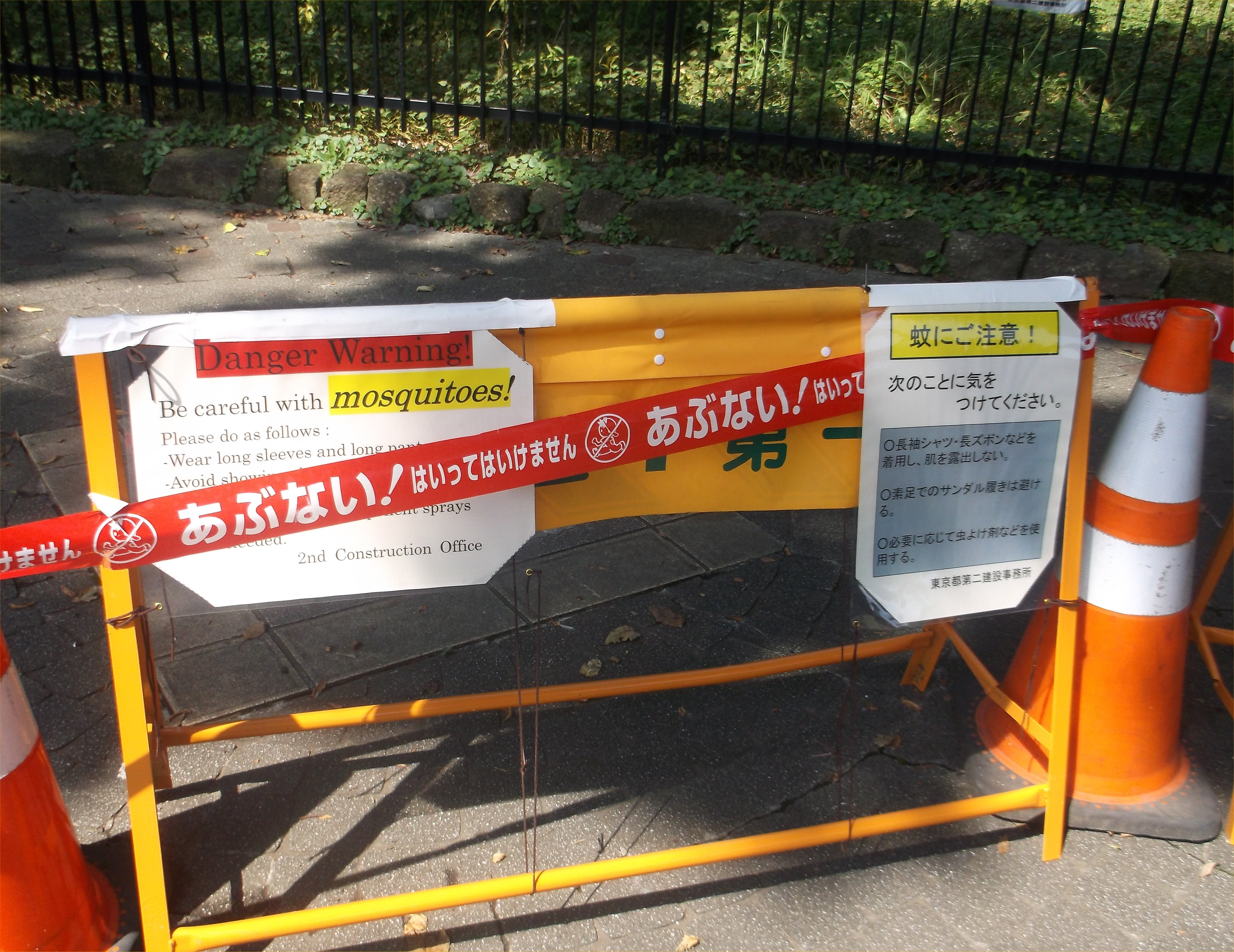
代々木公園周辺に貼られている蚊に対する注意喚起を促す掲示板。(2014年9月13日撮影)

2014年8月下旬から公園内に生息しているとみられる蚊に刺された人がデング熱にかかっている（2014年9月4日当時、感染者59人）。2014年9月4日、公園内に生息する蚊からウイルスが検知されたため、東京都は同日から公園を立ち入り禁止にした。その後、同年9月18日を最後にウイルスが検出されなくなり、それから約40日を経過した同年10月31日に閉鎖を解除した。
詳しくはこちらを参照。

### 暴力団関係者の排除
野外ステージ周辺では、土・日を周辺に屋台が出店していたが、警視庁の捜査により出店者がいずれも暴力団関係者であることが判明。情報を受けた東京都は、2019年2月までに7件の出店の営業許可を取り消している。

### サッカースタジアム私案
2017年7月、複数の民間業者により2025年完成を目標に、公園の南部に位置する、陸上競技場やサッカー・ホッケー場や野外ステージがあるエリア にサッカースタジアムの建設を東京都に提案していることが報道された。この真偽は不明だが2018年9月13日、渋谷区外郭団体の一般社団法人「渋谷未来デザイン」が渋谷区で行われたイベントにおいて、民間主導で多目的に使用できるサッカースタジアムの建設を目指すことを発表した。
「スクランブルスタジアム」と名付けられた構想では、サッカーだけでなくライブやイベント会場、さらには防災拠点としての機能も備える。建設地は代々木公園内の南部で、球技場や野外ステージなどの既存施設がある付近となる。収容人員は3～4万人規模を想定している。2020年東京オリンピック開催後の着工を目指し、実現すれば東京都区部で初の大規模サッカー専用スタジアムとなる。渋谷未来デザインは2020年1月までに第10回まで計画推進イベントを行ったものの、表立って東京都に取り上げられることも無く、以降渋谷未来デザインも活動自体はしているがスタジアム計画のHPは更新が無く事実上終了していると思われる。

## アクセス方法
- 車
  - 環七通りからは、大原二丁目交差点を曲がって井ノ頭通り（都心方面）に入り、そのまま直進し、富ヶ谷交差点を過ぎてすぐ。
    - 首都高速道路では、中央環状線富ヶ谷出入口より、上記方法で入る。4号新宿線からは、代々木出入口よりすぐ。

  - 国道246号からは、大坂橋（大橋）で山手通りに入り、北上して富ヶ谷交差点で井ノ頭通り（都心方面）に入ってすぐ。

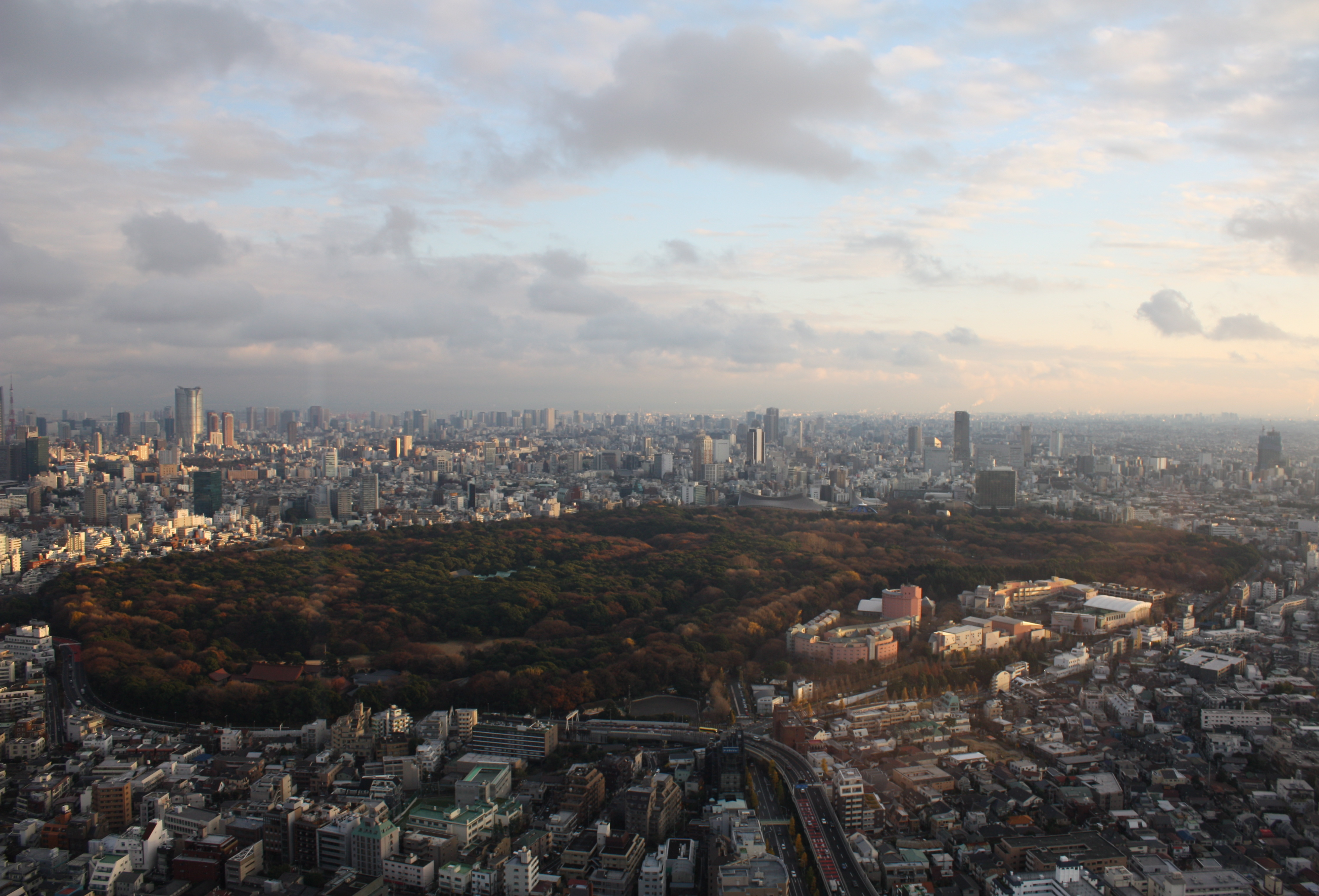
公園全景

- 鉄道
  -  JR山手線 原宿駅（駅番号JY 19）下車。徒歩3分。
  -  東京メトロ千代田線・ 副都心線 明治神宮前駅（駅番号C-03, F-15）下車。JR原宿駅と明治神宮に通じる出口から出て徒歩3分。
  -  東京メトロ千代田線 代々木公園駅（駅番号C-02）下車（綾瀬方面側）。徒歩3分。代々木上原駅方面から出ると代々木八幡駅に隣接する八幡商店街に出ることになり、代々木公園から遠ざかるので徒歩6分かかる。
  -  小田急小田原線 代々木八幡駅下車。徒歩6分。

代々木公園の下には代々木公園駅 - 明治神宮前駅間を通る千代田線が走っており、公園には地下鉄の換気口が存在し、地下鉄の走行音を聞くことができる。公園南側の地下には同線の留置線が設けられており、最大10両編成8本（80両）の車両が留置可能となっている（綾瀬車両基地を参照）。地上部には、地下留置線からの非常用出入口が設けられている。

## ギャラリー

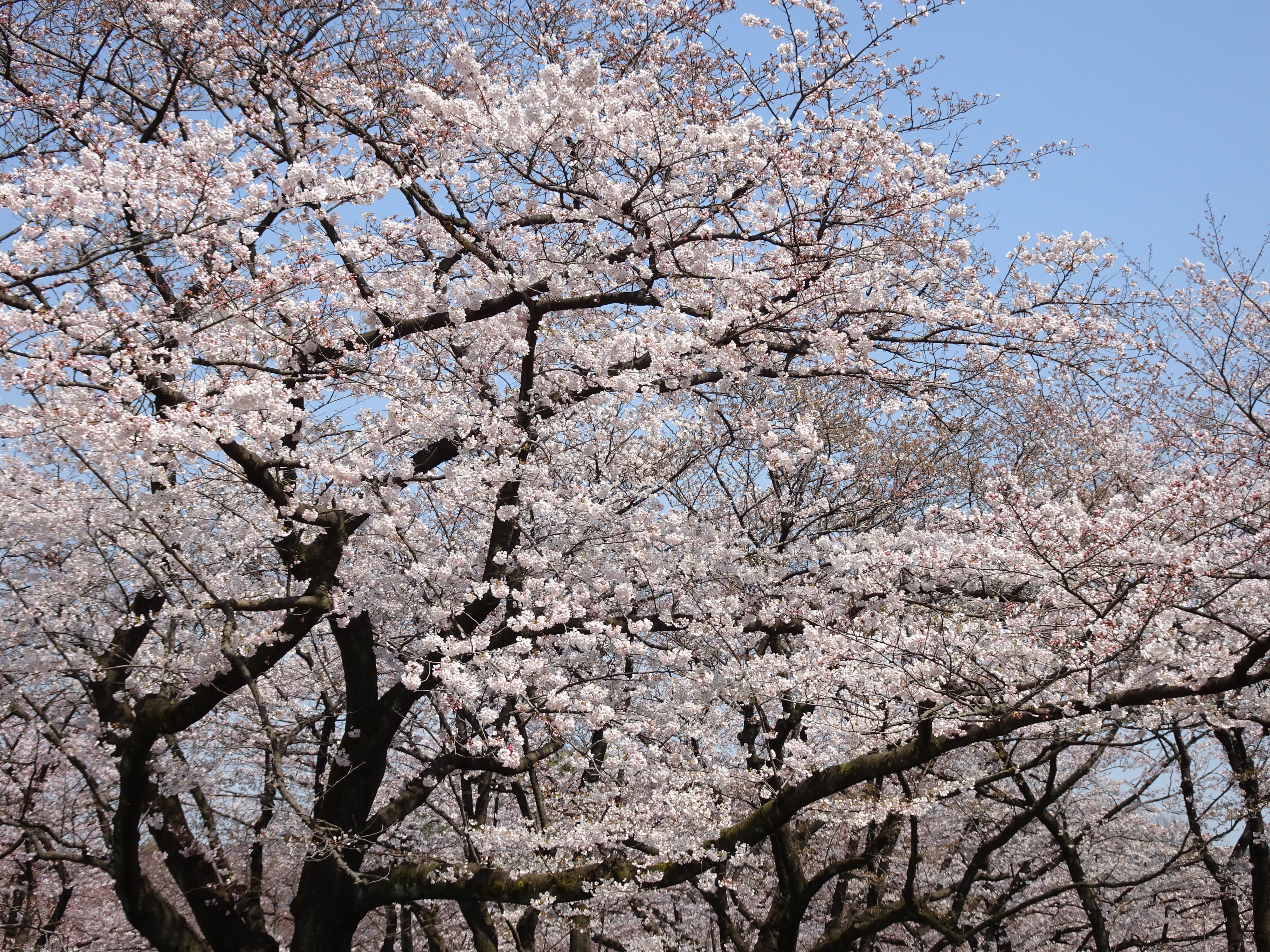
春のサクラ
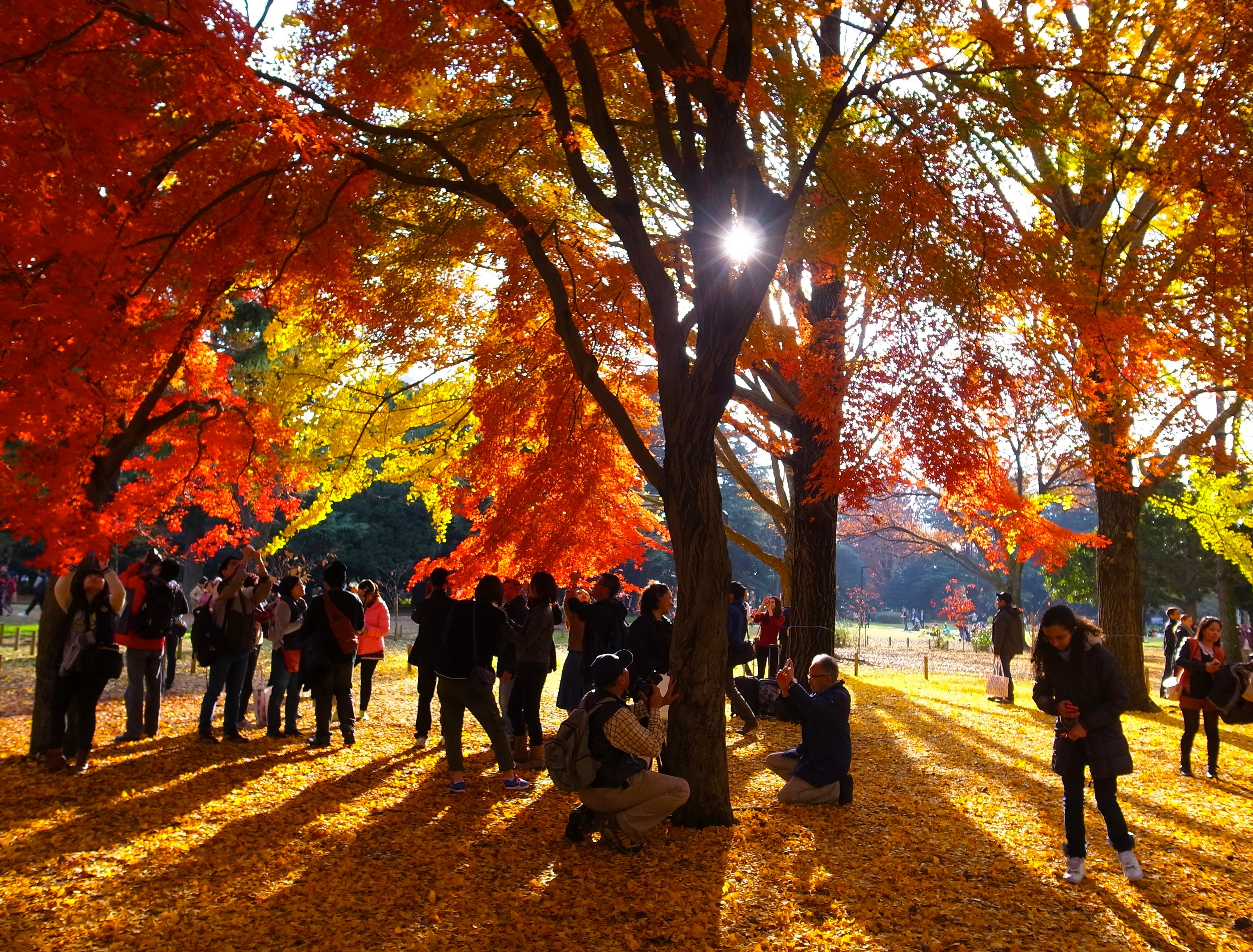
秋の紅葉
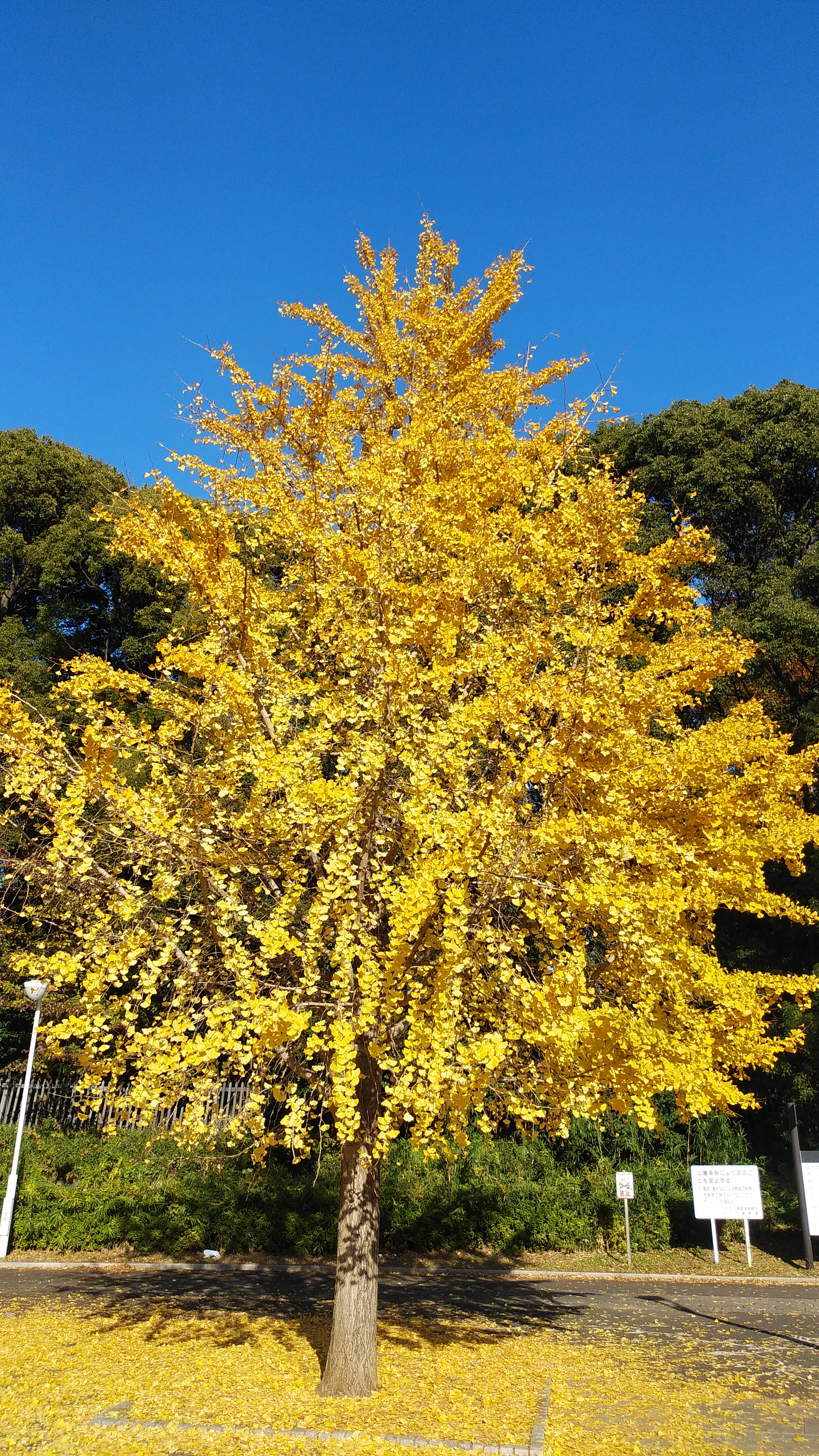
銀杏の木
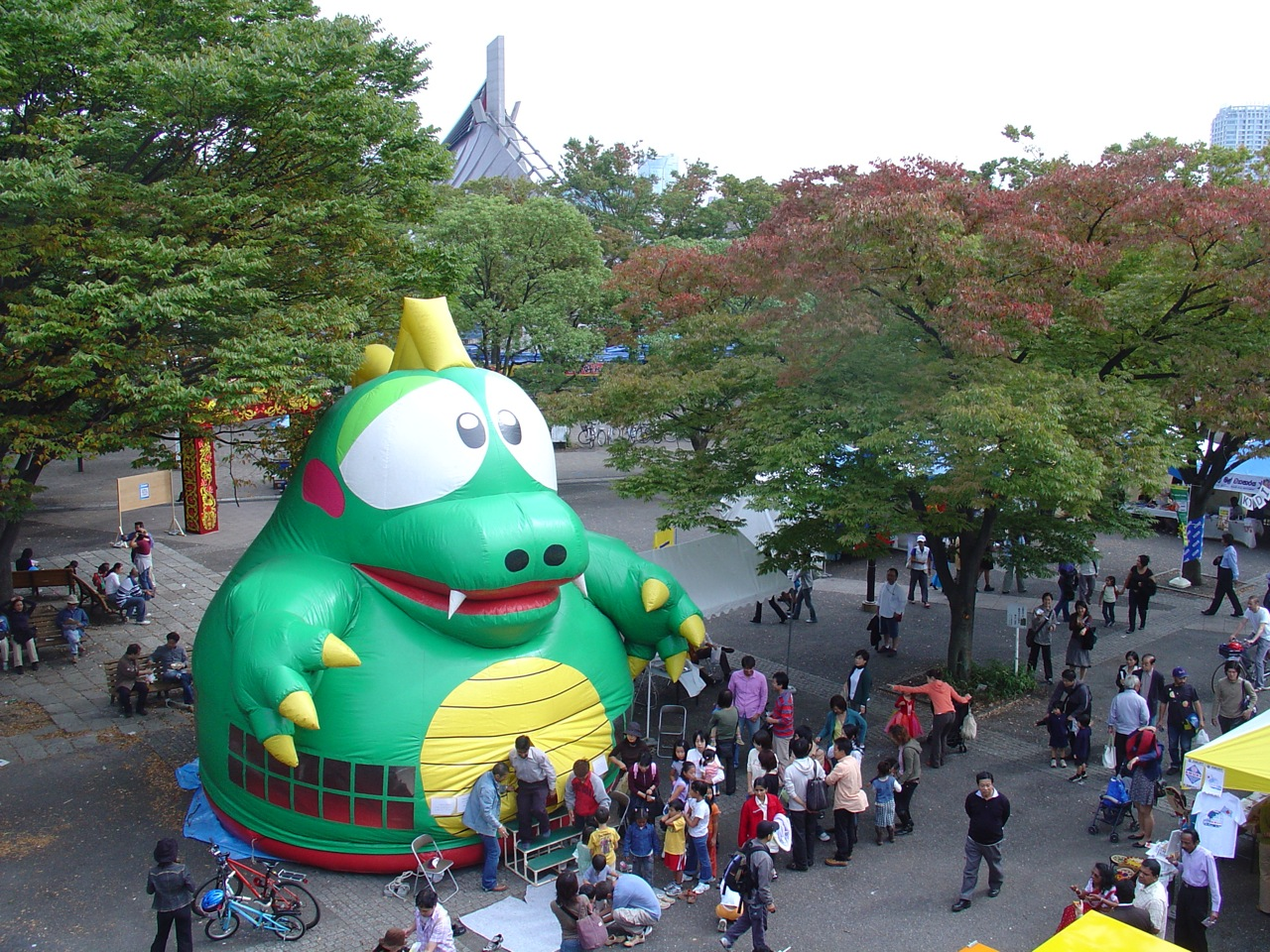
イベント・エリア
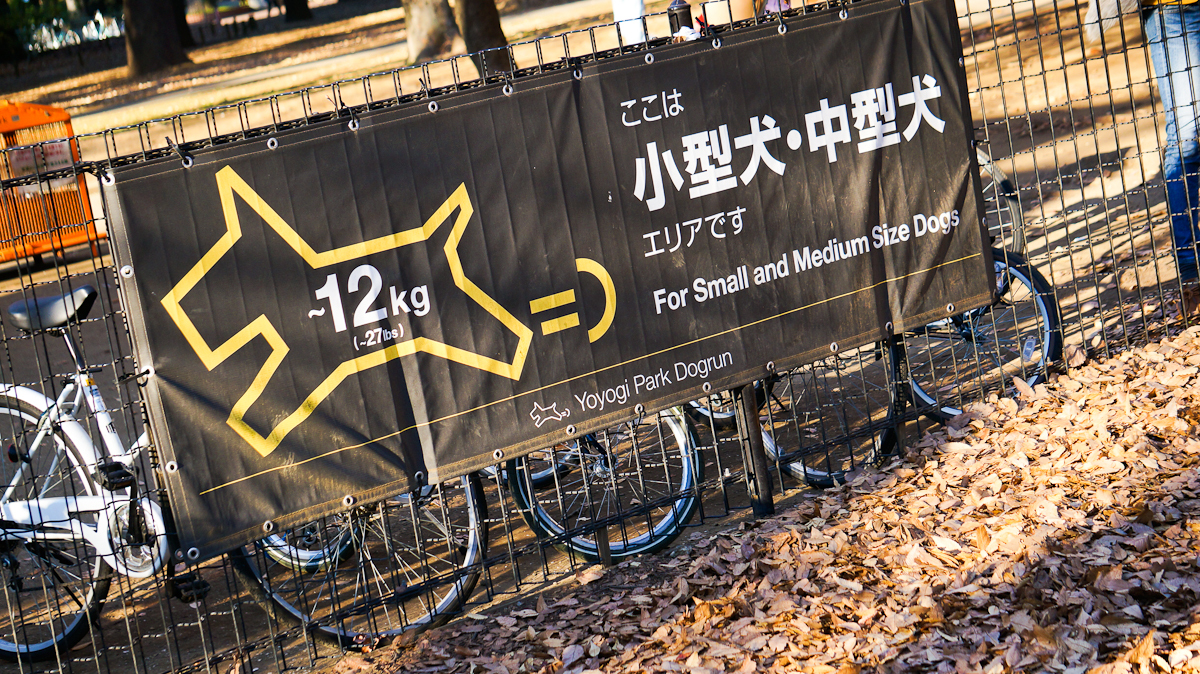
ドッグラン